# Edinburgh
Edinburgh (engleski izgovor: [▶], škotski gaelski: Dùn Èideann, škotski: Edinburgh/Embra/Emburrie) je glavni grad Škotske smješten u zaljevu u Forth, blizu rijeke Leith. Ima oko 477.660 stanovnika (2009.) i spada pod grofoviju Midlothian. Drugi je po veličini grad u Škotskoj, poslije Glasgowa, i sedmi u Ujedinjenom Kraljevstvu.
Smješten je u jugo-istočnoj Škotskoj, na istočnoj obali središnjeg pojasa uz morski zaljev Firth of Forth, blizu Sjevernog mora. Zahvaljujući svojim spektakularnim stijenama, rustikalnoj gradnji i golemoj zbirci srednjovjekovne i klasicističke arhitekture, uključujući i brojne kamene ukrase, često se smatra jednim od najslikovitijih gradova Europe.
Dijelovi Edinburgha, Stari i Novi grad, su 1995. god. upisani na UNESCO-ov popis mjesta svjetske baštine u Europi. U Edinburghu se nalazi preko 4,500 zaštićenih nacionalnih spomenika, a u svibnju 2010. god. imao je 40 zaštićenih konzervatorskih područja koja su prekrivala 23% zgrada i uključivala 23% stanivništva, najveći postotak od svih gradova u UK.
Grad svake godine privuče oko milijun posjetitelja, te je drugi po posjećenosti u Ujedinjenom Kraljevstvu, poslije Londona. Često se smatra najpoželjnijim mjestom za život u UK.
Edinburgh je i važno obrazovno središte, najpoznatije po medicini i pravu. Škoti ga još nazivaju Auld Reekie, Edina, Athens Of The North i Britainne's Other Eye.

## Povijest
Edinburgh je nastao kao utvrda na lako obranjivoj stijeni Castle Rock. Prvi organizirani život se javlja oko 6000 prije Krista u podnožju stijene, u brončanom dobu (oko 1000. prije Krista), tu nastaju prva naselja. Nakon što su Rimljani u 1. stoljeću poslije Krista napredovali u Škotsku došli su u dodir s keltskim plemenom Votadini čija je utvrda Goddodin (Tanka utvrda) već ponosno stajala na stijeni. U 7. stoljeću osvojili su je Englezi iz Northumbrije, uključujući i cijelu južnu Škotsku. Englezi su ga nazvali Eiden Burgh. U 10. stoljeću utvrda je ponovno postala škotska.
God. 1070., Malcolm III. Canmore, kralj Škotske izgradio je prvi dvorac na stijeni. Između 1084. i 1153. god. škotski kraljevi su u njegovu podnožju osnovali Opatiju Holyrood i nastao je nepravilni grad oko Edinburškog dvorca. Englezi su ga 1290. god. pokušali povratiti i spalili su ga, ali ga je obnovio Robert I., kralj Škotske 1329. god. Od 1371. njime vlada dinastija Stewart. U razdoblju od 1488. – 1513. god., Jakov IV., kralj Škotske donosi renesansu i gradi Veliku dvoranu Edinburškog dvorca i započinje gradnju Palače Holyrood. U 16. st. luka Leith u Edinburghu postaje važan komercijalni centar, a kalvinist John Knox i škotski plemići, protiv želje kraljice Marije I. od Škotske, uvode protestantizam u Škotsku. U građanskom ratu 1573. god. Edinburgh je na strani Marije, ali iste godine je osvojen.
Godine 1603., Marijin sin, Jakov VI., nasljeđuje engleski tron i seli se u London. Škotski prezbiterijanci se 1638. god. u Edinburghu bune protiv hegemonijalnog uređenja Škotske i forsiraju Nacionalni pakt. Zakon o Uniji 1707. su prvi potpisali građani u Edinburghu. Edinburgh i Glasgow su iskoristili pro-britanski stav i doživjeli gospodarski procvat. 
Tijekom Zlatnog doba u 18. stoljeću, iznikao je novi grad u neoklasicističkom stilu. Tada u gradu djeluju ključni sudionici škotskog prosvjetiteljstva kao što su Adam Smith, David Hume i Allan Ramsay.
Oko 1880. god. stanovništvo viktorijanskog Edinburgha broji oko 300.000. Socijalni jaz između bogatog Novog grada i prljavih ulica Starog grada postaje ogroman. Nastaju kolodvor Edinburgh Waverley i Forth Bridge, ali u tehničkom napredku u gospodarskom području Edinburgh nadmašuje Glasgow sa svojom teškom industrijom.
U Edinburghu je 1934. god. osnovana Škotska nacionalna stranka (SNP). U desetljećima nakon njihova poziva na radikalnu decentralizaciju (devolucija) politička situacija postaje sve teža. Kako je kroz povijest bio poprište raznih krvoprolića, krunidba i svjedok krvave škotske povijesti, tako mu ni relativna sadašnjost nije sasvim mirna. Kada je 1996. raspisan referendum za samostalnost škotskog parlamenta. Škotski parlament, prvi nakon 1707. god., otvoren je 1999. god. i Edinburgh je napokon i službeno dobio zasluženu poziciju glavnog grada Škotske.
Katastrofalni požar 2002. god. uništio je Cowgate i dijelove starog grada. Od. 2004., škotski zastupnici se sele u zgradu Novog parlamenta nasuprot palače Holyrood.

## Uprava
██ Stari grad (Old Town)
██ Novi grad (New Town)
██ West End
U Edinburghu se nalazi Škotski parlament. Grad je podijeljen na Old Town i New Town.  New Town je nastao kao odgovor na prenapučeni Old Town, projektirao ga je u 17.st. arhitekt Robert Adam. Gradom upravlja Unitarno tijelo koje uključuje i 32 lokalna upravna područja koja se rasprostiru na 78 km2 ruralne okolice.

## Znamenitosti
- Stari Grad (Old Town) u Edinburghu je sačuvao srednjovjekovni plan i mnoge građevine iz vremena reformacije. Glavna os mu je ulica Royal Mile koja se proteže od Edinburškog dvorca (Edinburgh Castle izgrađen na stijeni ugaslog vulkana) prema dole kroz malene ulice, dok se na velikim trgovima nalaze najznačajnije građevine kao što su: Katedrala sv. Gilesa i Palača suda. Zbog ograničenosti prostora, tu su nastale neke od najranijih višekatnica (10 i 11 katova uobičajeno, pa čak do 14) u Europi u 16. st.
- Novi grad (New Town) je izgrađen u 18. st. kako bi se riješila prenapučenost Starog grada. Dvadesteddvogodišnji James Craig je pobijedio na natječaju 1766. god. sa svojim urbanističkim idejama prosvjetiteljske racionalnosti. Glavna ulica je George Street koja prati prirodni hrbat Starog grda, a uz nju se pružaju ulice Princess Street i Queen Street ispunjene neoklasicističkim građevinama. Robert Adam je uredio trg Charlotte koji se smatra vrhuncem ovog stila, a na njemu se nalazi prva rezidencija škotskog premijera, Bute House. Sredinom 19. st. u ovoj četvrti je izgrađena Škotska nacionalna galerija i Kraljevska škotska akademija iznad nasipa negdašnjeg močvarnog kanala.

Ostale znamenitosti su:
- Palača Holyrood
- Holyrood park
- Royal Botanic Garden
- Writers Museum
- Kazalište Traverse
- Leith, edinburška luka
- Dean Village

- Bute House
(Robert Adam)
- Sveučilište u Edinburghu
- Gradska vijećnica
- Škotska nacionalna galerija
- Muzej Škotske

## Važna događanja
- Hogmanay – škotski naziv za novogodišnju zabavu na ulici, najveća je upravo na edinburškim ulicama; običaj je da first-foot (osoba koja vam je prva došla na prag čestitati) donosi sreću i pokazuje kakva će vam godina biti
- Burns Night (25. siječnja) – večera posvećena najslavnijem škotskom pjesniku, Robertu Burnsu. Jedu se haggisi (tradicionalno škotsko jelo od ovčjih iznutrica, zobi i povrća) i recitiraju njegove pjesme.
- Fringe Festival (kolovoz) – najveći kazališni, odnosno kulturni događaj, posvuda su zabavljači; tu su se prvi put pojavili stand-up komičari.

## Sport
U Edinburghu djeluju dva nogometna kluba, Heart of Midlothian i Hibernian F.C., koji igraju u škotskoj prvoj ligi. U gradu djeluju i ragbi klub Edinburgh Rugby, hokejaški klub Edinburgh Capitals, škotska kriketaška reprezentacija bejzbol klub Edinburgh Diamond Devils.
U Edinburghu su održana i mnoga važna sportska natjecanja poput Univerzijade, a edinburški maraton održava se redovito svake godine od 2003.

## Slavni stanovnici
| - James Clerk Maxwell, fizičar i matematičar - Alexander Graham Bell, inženjer i tvorac telefona - Max Born, dobitnik Nobelove nagrade za fiziku - Charles Darwin, tvorac teorije evolucije - David Hume, filozof i ekonomist - James Hutton, otac geologije - John Napier, izumitelj logaritama - Daniel Rutherford, matematičar - Arthur Conan Doyle, spisatelj i tvorac Sherlocka Holmesa | - Robert Burns - Adam Smith, ekonomist - Sir Walter Scott, ekonomist - Robert Louis Stevenson, spisatelj - Irvine Welsh, - Alexander McCall-Smith - Sean Connery, glumac - J. K. Rowling, autorica serije knjiga o Harryju Potteru - Tony Blair, premijer Ujedinjenog Kraljevstva |

## Gradovi prijatelji
Edingurgh je zbratimljen sa sljedećim gradovima:
| - München, Njemačka (1954.) - Nice, Francuska (1958.) - Firenca, Italija (1964.) - Dunedin, Novi Zeland (1974.) | - Vancouver, Kanada (1977.) - San Diego, SAD (1977.) - Segovia, Španjolska (1985.) - Xi'an, Kina (1985.) | - Kijev, Ukrajina (1989.) - Aalborg, Danska (1991.) - Kjoto, Japan (1994.) - Krakov, Poljska (1995.) |

## Zanimljivosti
- U Edinburgu je stvoren lik Sherlocka Holmesa inspriran liječnikom tj. Doyleovim profesorom na medicini Joshepom Bellom koi je rabio deduktivne metode u rješavanju problema.
- Jedini spomenik Abrahama Lincolna podignut izvan SAD-a nalazi se u Edinburghu.
- Za vrijeme prosvjetitelstva Dunlop ovdje je patentirao pneumatsku gumu, Bell telefon, Napier logaritamske tablice, a Hume napredak u filozofiji.
- J.K. Rowling napisala je svoju prvu knjigu u kafiću u Edinburgu.

## Vanjske poveznice
- Edinburgh - Službene turističke stranice grada
- Edinburgh - Inspiring Capital, uvod u regiju Edinburgha (engl.)